# Катарина Радивојевић
Катарина Радивојевић (Београд, 29. март 1979) српска је глумица.

## Живот
Основну школу је завршила у Батајници, а онда похађала Дванаесту београдску гимназију па касније Пету београдску гимназију. Основе глуме учи у драмској групи Мике Алексића, иако у томе није имала подршку родитеља. Њен први сусрет са камером била је улога Соње у филму Полицајац са Петловог брда, где игра поред великана југословенског филма Љубише Самарџића, Милене Дравић, Неде Арнерић... Серију под истим називом снима све до 1994. године. Већ тада је одлучила да ће глума бити њен животни позив. Као средњошколка важила је за изузетно непредвидиву и недисциплиновану девојку. Редовно бежи са часова током демонстрација 1997. године, па понавља разред. После свих падова и тражења себе, након бомбардовања уписује Факултет драмских уметности у Београду. На пријемном испиту прва је на листи, заједно са Маријом Вицковић, која јој постаје најбоља пријатељица. Факултет завршава у класи Предрага Бајчетића. 2002. године, на самом почетку каријере добија шансу да одигра насловну улогу у филму „Зона Замфирова“, редитеља Здравка Шотре. Ова улога лансира је у сам врх популарности. Преко ноћи осваја насловне стране и невиђену медијску пажњу. За улогу Зоне добила је награду за најбољу дебитантску улогу на Филмском фестивалу у Нишу. Одмах после Зоне приказује се и Катаринин други филм „Лавиринт“ у коме је остварила значајну улогу.
Атрактивна глумица 2003. године постаје заштитно лице Феста и лауреат награде критичара.
Двадесетшестогодишња глумица игра у серији „Дангубе“ и филмовима „Либеро“ и „Потрага за срећком“. Крајем августа 2005, у Смедереву почиње снимање филма Чарлстон за Огњенку у режији Уроша Стојановића, у коме тумачи једну од главних улога. 2007. у домаћој сапуници „Љубав и мржња“, која се емитује на ТВ Пинк, Катарина тумачи једну од главних улога. Заиграла је и у новом филму Слободана Шијана „СОС - спасите наше душе“.
Катарина Радивојевић је активна и у позоришту, са својим колегама са класе наступа у представи „Комедијаши“, у продукцији ФДУ-a која се игра на сцени београдског Народног позоришта, и у представи „Два витеза из Вероне“ Горана Шушљика, вечерње сцене позоришта Бошко Буха. Године 2013. била је у жирију шоуа Твоје лице звучи познато. Избачена је из серије "Ургентни центар" због физичког напада на организаторку због чега је суђење у току због чега се није појавила ни у трећој сезони серије "Убице мог оца".

## Улоге
| Год.       | Назив                                  | Улога              |
| ---------- | -------------------------------------- | ------------------ |
| 1992.      | Полицајац са Петловог брда (филм)      | Соња               |
| 1993–1994. | Полицајац са Петловог брда (ТВ серија) | Соња               |
| 2001.      | Лола                                   | Лола               |
| 2002.      | Класа 2002                             |                    |
| 2002.      | Зона Замфирова                         | Зона Замфирова     |
| 2002.      | Лавиринт                               | Тамара Лојтес      |
| 2002.      | Лавиринт (ТВ серија)                   | Тамара Лојтес      |
| 2003.      | Лаку ноћ, децо                         | девојка            |
| 2004.      | Пљачка Трећег рајха                    | Ана Муци           |
| 2004.      | Вук                                    | Дуња               |
| 2005.      | Дангубе!                               | Цица               |
| 2005.      | Либеро                                 | Пеги „Хот-лајн“    |
| 2005.      | Потера за срећ(к)ом                    | Цица               |
| 2007.      | С. О. С. - Спасите наше душе           | Данка              |
| 2008.      | Чарлстон за Огњенку                    | Мала Богиња        |
| 2008.      | Морфијум                               | Екатерина Карловна |
| 2007–2008. | Љубав и мржња                          | Ивана              |
| 2010.      | Сва та равница                         | Хелена Херцеги     |
| 2009–2011. | Најбоље године                         | Лорена             |
| 2011.      | Жућко-Прича о Радивоју Кораћу          | Радивојева Мајка   |
| 2014.      | Стојте галије царске                   | Флора Сандс        |
| 2014–2015. | Ургентни центар                        | Катарина Грујић    |
| 2016.      | Cast Me                                |                    |
| 2016–2018. | Убице мог оца                          | Марија             |
| 2018.      | Руска соба                             | Бет                |
| 2019.      | Нек иде живот                          | Дијана             |
| 2020.      | Викенд са ћалетом                      | Сузана             |
| 2021.      | Љубав испод златног бора               | Бојана             |
| 2021.      | Нечиста крв (ТВ серија)                | Цоне               |
| 2021.      | Нечиста крв: Грех предака              | Цоне               |
| 2024.      | Радио Милева                           | Мирела             |